# ミルキィホームズ課外授業
『ミルキィホームズ課外授業』（ミルキィホームズかがいじゅぎょう）は、KBS京都、tvkのテレビ番組『超!アニメ天国』内の1コーナーである。2010年4月 - 11月まで放送されていた。

## 概要
三森すずこ、徳井青空、佐々木未来、橘田いずみの4名が、さまざまなことに挑戦するバラエティ番組である。毎回、この4名がさまざまな企画に挑んでいく。時にはロケに出かけていき、通常はあまり目にすることないようなさまざまなシチュエーションを体験して、視聴者にその面白さや不思議さをわかりやすく伝えている。なお、ナレーションは森嶋秀太が担当する。
また、三森、徳井、橘田、佐々木らが出演するインターネットラジオ番組『ミルキィホームズ 探偵学院放送室』の紹介が行われることもある。
また、この番組はインターネット経由でも配信している。ニワンゴのウェブサイト「ニコニコチャンネル」上でブシロードが運営する「武士道通信」により、京都放送やテレビ神奈川と同内容を配信している。

## 内容
第1回放送では、レギュラー4名の紹介と、「エリーを探せ! ミルキィホームズ声優オーディション」にて佐々木がグランプリを獲得する模様を伝えた。第4回からは、ガル探偵学校を訪問し、同校の講師を兼任するガルエージェンシーの常務から、探偵術の手ほどきを受けるという内容となった。盗聴器の捜索や盗撮にチャレンジするなど、本格的な内容となっている。また、探偵にまつわるペーパーテストが課された際には、常務が「皆さん、トイズは使わないでくださいね」と訓示するなど、常務のノリのよさも特徴である。
レギュラー4名は、原則的に声優ユニット「ミルキィホームズ」としての衣装を着用して出演している。この衣装は、『探偵オペラ ミルキィホームズ』の登場人物の衣装を模したものである。なお、佐々木だけ衣装の準備が間に合わなかったため、第1回放送をはじめ、複数週にわたって一人だけ私服で出演していた。また、夏季は暑いため、第24回放送などでは私服での収録となったが、その際には「ミルキィホームズ」の衣装と同色のリストバンドを着用した。
なお「こんばんみるきぃ」など語尾に「みるきぃ」を付けた挨拶を交わすのが定番となっている。

## キャスト
- 三森すずこ
- 徳井青空
- 佐々木未来
- 橘田いずみ

## スタッフ
- ナレーション - 森嶋秀太